# Stefano Lorenzetto
Stefano Lorenzetto (Verona, 11 luglio 1956) è un giornalista e scrittore italiano.

## Biografia
È consigliere dell'editore in Marsilio Editori e collaboratore dello Zingarelli per la segnalazione di nuove voci e accezioni. Scrive per Corriere della Sera, Oggi, Arbiter e L'Arena.
Ha esordito a L'Arena di Verona nel 1975. Nel 1995 Vittorio Feltri lo ha chiamato al Giornale, dove è stato vicedirettore vicario fino al 1998; si è dimesso da questa testata nell'agosto 2015. Nel 2003 il direttore di Rai Educational, Giovanni Minoli, gli ha affidato il programma Internet café, 77 puntate in onda su Rai 3. In precedenza aveva collaborato con Maurizio Costanzo alla realizzazione del Maurizio Costanzo Show.
È stato collaboratore fisso dei settimanali L'Europeo, La Domenica del Corriere e Anna e dei mensili Capital e Quattroruote. Ha scritto per oltre una cinquantina di testate. Le 769 puntate della rubrica Tipi italiani, pubblicate sul Giornale dal 23 giugno 1999 al 30 agosto 2015, lo hanno fatto entrare per cinque volte nel Guinness World Records per un singolare primato: la più lunga serie di interviste da un'intera pagina che sia mai apparsa fino a oggi sulla stampa mondiale.
Nel 2016, con la carica di direttore editoriale, ha partecipato alla fondazione del quotidiano La Verità diretto da Maurizio Belpietro, che ha lasciato nel 2018.

## Premi
- Nel 1991 vince il premio giornalistico Norman Rockwell.
- Nel 2000 vince il premio Estense per il libro Dimenticati.
- Nel 2002 il presidente della Repubblica Carlo Azeglio Ciampi gli conferisce il 37º premio Saint Vincent di giornalismo. Sempre in quell'anno il suo libro Italiani per bene è finalista al premio Settembrini.
- Nel 2004 vince il premio Cortina Terzo Millennio ed è proclamato «Personaggio dell'anno 2004». Inoltre vince la prima edizione del premio Una carriera per il giornalismo, istituito dalla Regione Veneto.
- Nel 2005 gli viene assegnato a Roma il premio L'Eccellenza e il Buongoverno promosso dalla Fondazione Ali.
- Nel 2006 vince il premio internazionale Guido Carletti per la Solidarietà.
- Nel 2011 vince il premio Biagio Agnes alla carriera ed è finalista al premio Estense con il libro Il Vittorioso.
- Nel 2012 vince la prima edizione del premio di giornalismo La solidarietà e le grandi firme, organizzato dal Lions club international Multidistretto 108 Italy.
- Nel 2013 vince il premio Giorgio Lago per il giornalismo.
- Nel 2013 vince il premio Sulmona per il giornalismo (targa d'oro).

## Opere
- Fatti in casa (Sperling & Kupfer), con prefazione di Enzo Biagi.
- Dimenticati (Marsilio), con prefazione di Enzo Biagi.
- Italiani per bene (Marsilio), con prefazione di Mario Cervi.
- Tipi italiani (Marsilio), con prefazione di Giovanni Minoli.
- Dizionario del buon senso (Marsilio), con prefazione di Vittorio Messori.
- Vita morte miracoli (Marsilio), con prefazione di Giuliano Ferrara.
- Baldus (Marsilio).
- Si ringrazia per le amorevoli cure prestate (Marsilio), con prefazione di Lucetta Scaraffia.
- Cuor di veneto (Marsilio).
- Il Vittorioso (Marsilio) con Vittorio Feltri.
- Visti da lontano (Marsilio).
- La versione di Tosi (Marsilio).
- Hic sunt leones (Marsilio).
- Buoni e cattivi (Marsilio) con Vittorio Feltri.
- L'Italia che vorrei (Marsilio) con Fabio Franceschi.
- Giganti (Marsilio).
- L'Italia del Family day (Marsilio) con Massimo Gandolfini.
- Con il fotografo Fulvio Roiter, ha firmato il volume Valpolicella.
- Parole per Cesare, intervista postuma con Cesare De Michelis.
- Chi (non) l'ha detto. Dizionario delle citazioni sbagliate (Marsilio).